# Eurytenes scutellatus
Eurytenes scutellatus är en stekelart som först beskrevs av Fischer 1962.  Eurytenes scutellatus ingår i släktet Eurytenes och familjen bracksteklar. Inga underarter finns listade i Catalogue of Life.